# グラン・カサブランカ地方
グラン・カサブランカ (グラン・カサブランカちほう、Grand Casablanca, アラビア語:جهة الدار البيضاء الكبرى,; ベルベル語: Tamnaḍt Tamqqṛant n Anfa) は、1997年から2015年までのモロッコの16の地方の1つ。モロッコの北西海岸に位置し、最も人口の密集している地方であり、1,615 km2 (624 sq mi)の面積を占めていた。人口は、2004年の国勢調査の時点で3,631,061人。この地方は、中心都市であるカサブランカと共に、近代モロッコ経済の経済的な中心となり、モロッコの事実上の経済中心地でもある。
北をラバト＝サレ＝ゼムール＝ザイール地方、南をドゥカラ＝アブダ地方、東をシャウイア＝ウアディギャ地方、西を大西洋に接していた。

## 行政区分
グラン・カサブランカは、カサブランカ及びモハメディアの2つの行政区、ナウサー州及びMediouna州から構成されていた。